# Charles Lennox (4. książę Richmond)
Charles Lennox (ur. 9 grudnia 1764 w Gordon Castle, zm. 28 sierpnia 1819 w Perth w prowincji Ontario) – brytyjski arystokrata, polityk i wojskowy, jedyny syn generała George’a Lennoksa (młodszego syna 2. księcia Richmond) i lady Louise Kerr (córki 4. markiza Lothian).

## Kariera wojskowa
Charles Lennox urodził się w stodole, gdy jego matka nagle poczuła się źle podczas wyprawy na ryby. W młodym wieku wstąpił do milicji hrabstwa Sussex, gdzie w 1778 r. został porucznikiem. Sześć lat później został sekretarzem swojego stryja, 3. księcia Richmond i Lennox, który w tym czasie był Generałem Artylerii w rządzie Williama Pitta Młodszego. 29 sierpnia 1787 r. został mianowany kapitanem 35 regimentu pieszego (35th Foot). 26 marca 1789 r., dzięki wpływowi Richmonda na premiera Pitta, Lennox został dowódcą Coldstreams Foot Guards w stopniu podpułkownika.
Jego przełożonym był Fryderyk August Hanowerski, książę Yorku i Albany, który nie aprobował jego nominacji, zwłaszcza że książę Richmond był jego politycznym przeciwnikiem. Kiedy książę Yorku zrobił publicznie kilka uwag na temat odwagi członków rodu Lennoksów, młody Charles wyzwał go na pojedynek, który odbył się 25 maja. Strzał Lennoksa trafił w perukę księcia, a York strzelił w powietrze, deklarując, że nie żywi wrogości wobec przeciwnika. Sędziowie stwierdzili, że Lennox „zachował się odważnie, ale w zaistniałych okolicznościach niehonorowo”. Taki dwuznaczny werdykt skłonił Lennoksa do powrotu do 35 regimentu, co nastąpiło 15 czerwca.
Jako wielbiciel sportów (jego ojciec założył tor wyścigowy w Goodwood) Lennox był bardzo popularny w swoim regimencie. Po powrocie doń został wysłany do służby w Indiach Zachodnich, skąd wrócił w 1794 r. Rok później został adiutantem Jego Królewskiej Mości Jerzego III. W 1798 r. był już generałem-majorem. 17 marca 1803 r. został pułkownikiem 35 regimentu. Dwa lata później był generałem-porucznikiem, zaś 1 czerwca 1814 r. otrzymał awans na stopień generała.

## Małżeństwo
9 września 1789 r. poślubił lady Charlotte Gordon (20 września 1768 – 5 maja 1842), córkę Alexandra Gordona, 4. księcia Gordon i Jane Maxwell, córki sir Williama Maxwella, 3. baroneta. Charles i Charlotte mieli razem siedmiu synów i siedem córek:
- Charles Gordon-Lennox (3 sierpnia 1791 – 21 października 1860), 5. książę Richmond i 5. książę Lennox
- Mary Lennox (ok. 1792 – 7 grudnia 1847), żona Charlesa Augustusa FitzRoya, miała dzieci
- John George Lennox (3 października 1793 – 10 listopada 1873), ożenił się z Louisą Rodney, miał dzieci
- Sarah Lennox (ok. 1794 – 8 września 1793), żona Peregrine’a Maitlanda, nie miała dzieci
- Georgiana Lennox (30 września 1795 – 15 grudnia 1891), żona Williama FitzGerald-de Rosa, 23. barona de Ros, miała dzieci
- Henry Adam Lennox (6 września 1797–1812), wypadł za burtę podczas rejsu na HMS Blake i utonął
- William Pitt Lennox (20 września 1799 – 18 lutego 1881), ożenił się z Mary Anne Paton i Ellen Smith, miał dzieci z drugiego małżeństwa
- Jane Lennox (ok. 1800 – 27 marca 1861), żona Laurence’a Peela, miała dzieci
- kapitan Frederick Lennox (24 stycznia 1801 – 25 października 1829)
- Sussex Lennox (11 czerwca 1802 – 12 kwietnia 1874), ożenił się z Mary Lawless, miał dzieci
- Louisa Maddelena Lennox (2 października 1803 – 2 marca 1900), żona Williama Tighe’a, nie miała dzieci
- Charlotte Lennox (ok. 1804 – 20 sierpnia 1833), żona Maurice’a Berkeleya, 1. barona FitzHardinge, miała dzieci
- podpułkownik Arthur Lennox (2 października 1806 – 15 stycznia 1864), ożenił się z Adelaide Campbell, miał dzieci
- Sophia Georgiana Lennox (21 lipca 1809 – 17 stycznia 1902), żona pułkownika Thomasa Cecila, nie miała dzieci

## Kariera polityczna
W 1790 r. rozpoczął karierę polityczną, zasiadając w Izbie Gmin jako reprezentant okręgu Sussex. Zastąpił na tym stanowisku swojego zmarłego ojca. Był ponownie wybierany w wyborach 1796, 1802 i 1806 r. Po bezpotomnej śmierci swojego stryja 29 grudnia 1806 r. odziedziczył jego tytuły księcia Richmond i Lennox. W kwietniu roku następnego został lordem namiestnikiem Irlandii. Jego rządy na Szmaragdowej Wyspie przebiegały spokojnie, pomimo tego, że stanowczo sprzeciwiał się jakimkolwiek ustępstwom na rzecz katolików. W czerwcu 1812 r. pisał do ministra wojny i kolonii, lorda Bathursta, że jest gotów pozostać w Irlandii, dopóki nic nie zostanie postawione dla dobra katolików. Pomimo swych sztywnych poglądów politycznych i religijnych, książę uwielbiał sport, zwłaszcza jazdę konną, polowanie i krykiet (był założycielem Marylebone Cricket Club, w którym sam występował jako odbijający i wicket-keeper w meczach pierwszej klasy). Jego hojność wobec ubogich zjednała mu pewną sympatię w Irlandii.
Jego kadencja jako lorda namiestnika dobiegła końca w 1813 r. Rok później, z powodów ekonomicznych, zamknął swoją rodową posiadłość w Goodwood i, wraz z rodziną, przeprowadził się do Brukseli. Tam, 15 czerwca 1815 r., księżna Richmond wydała słynny bal, na którym książę Wellington dowiedział się o wkroczeniu Napoleona Bonapartego do Holandii. Richmond był obecny na polu bitwy pod Waterloo, ale tylko w charakterze cywilnego obserwatora. Rodzina książęca pozostawała w Brukseli do 1818 r. 8 maja tego roku książę dowiedział się, że został mianowany gubernatorem generalnym Brytyjskiej Ameryki Północnej. Mimo iż nominacja była dlań zaskoczeniem, książę przyjął powierzoną mu funkcję.

## Na stanowisku gubernatora
Richmond przybył do Quebecu 29 lipca 1818 r. Towarzyszyła mu żona z dziećmi oraz zięć, Peregrine Maitland, mianowany gubernatorem porucznikiem Górnej Kanady. W Londynie książę otrzymał instrukcje, aby wzmocnić obronność kolonii, poprawić komunikację wewnętrzną oraz skłonić do osadnictwa w Kanadzie zdemobilizowanych żołnierzy i imigrantów. Po zapoznaniu się z miejscowymi warunkami, Richmond zlecił wzmocnienie fortów w Quebecu, Île aux Noix, Sainte-Hélêne w Dolnej Kanadzie oraz Kingston w Górnej Kanadzie, poprawę nawigacji na rzekach Ottawa i Rideau, zbudowanie kanału między jeziorami Erie i Ontario oraz kanalizację Ottawy. Zarządził również wzmocnienie milicji i budowę wojskowej drogi między Dolną Kanadą a Nowym Brunszwikiem.
Richmond został również zobligowany przez Londyn do kontynuacji polityki swoich poprzedników na stanowisku gubernatora, George’a Prévosta i Johna Sherbrooke’a, w zakresie jednoczenia kanadyjskich liderów politycznych i religijnych. Obiecał też Bathurstowi, że przezwycięży uprzedzenia jakie, po jego polityce w Irlandii, posiadał wobec niego Joseph-Octave Plessis, arcybiskupa Quebecu. Plessis i Richmond jednak nigdy się nie spotkali. Biskup opisał gubernatora jako „szczelnie odciętego od świata i mało komunikatywnego”. „Wszystko dokonuje się poprzez pośredników i sekretarzy” – opisywał – „mamy (tzn. katolicy) nieprzyjaciół pośród wysoko postawionych osób”.
Gubernator wspierał natomiast Królewski Instytut Wspomagania Nauki (Royal Institute for the Advancement of Learning), który zajmował się publiczną edukacją w kolonii i był bardzo krytykowany przez Plessisa. Książę był wspierany za to przez biskupów anglikańskich, którzy wspierali go w jego decyzji o otworzeniu prowadzonego przez Instytut uniwersytetu.
W życiu politycznym kolonii, zamiast działać na rzecz kompromisu, Richmond zdecydowanie popierał partię probrytyjską Johna Younga w sprawach finansów prowincjonalnych. Dochody władzy centralnej nie wystarczały na pokrycie wydatków cywilnej administracji i konieczne było zyskanie finansowego wsparcia od zgromadzeń prowincjonalnych. W 1818 r. Sherbrooke, z aprobatą ministerstwa kolonii, przedstawił zdominowanemu przez partię kanadyjską Louisa-Josepha Papineau zgromadzeniu projekt ustawy o finansach, która zakładała finansowe wsparcie rządu i kontrolę deficytu budżetowego przez zgromadzenie. Jednak choroba Sherbrooke’a i jego odwołanie ze stanowiska gubernatora wstrzymały pracę nad ustawą. Richmond z kolei bał się, że kontrola finansowa Prowincji osłabi pozycję Korony, starał się więc temu przeciwdziałać, wprowadzając do ustawy poprawki, dające kontrolę nad deficytem władzom centralnym. Odmowa zgromadzenia doprowadziła do konfliktu gubernatora z partią kanadyjską i zgromadzeniami prowincjonalnymi.
Podobnie jak w Irlandii, Richmond dostrzegał konieczność zbudowania sobie dobrej opinii w kanadyjskim społeczeństwie, a przynajmniej w jego najwyższych sferach. Książę często grywał w tenisa i towarzyszył swoim oficerom w różnych grach, zyskując ich szczerą sympatię. Był patronem Garrison Racing Club oraz Tandem Club. Zimą zorganizował zawody na prowincji, na które zaprosił najznakomitsze rody z okolicy. Wiele również zrobił dla promocji teatru. Jego synowie byli aktorami w teatrze Garrisona, zaś sam książę oglądał wszystkie przedstawienia, po których zapraszał wszystkich aktorów na kolację w siedzibie gubernatora w Zamku Świętego Ludwika. Jak zapisał jeden z oficerów gwardii przybocznej gubernatora, Frederic Tolfrey, „bale i przyjęcia były wówczas częstsze niż kiedykolwiek”.

## Śmierć
Latem 1819 r. książę Richmond rozpoczął podróż po Górnej i Dolnej Kanadzie. W jej trakcie, podczas pobytu w William Henry został ugryziony w rękę przez lisa (inne, mniej wiarygodne źródła, mówią o psie). Rana szybko się zagoiła, i książę kontynuował podróż do Yorku i Niagary. Odwiedził nawet tak wysunięte placówki jak wyspę Drummond. W drodze powrotnej do Kingston planował jeszcze odwiedzić tereny nad rzeką Rideau. Podczas podróży pojawił się wodowstręt, pierwszy symptom wścieklizny. Choroba szybko się pogłębiała. W stanie agonii dotarł do Perth, gdzie zmarł 28 sierpnia, kilka mil od celu swojej podróży. Jego ciało zostało przewiezione do Quebecu i pochowane 4 września w kościele Świętej Trójcy.
Popularny w brytyjskiej elicie Kanady, Richmond nie cieszył się popularnością wśród społeczeństwa Dolnej Kanady, którego postulaty stały w konflikcie z jego wizją nienaruszonych prerogatyw Korony. Przekonanie Bathursta, że kompromis ze zgromadzeniem prowincjonalnym w sprawach finansowych jest niemożliwy spowodował, że między zgromadzeniem a brytyjskim rządem zaczęła narastać wzajemna niechęć i nieufność. Dzięki swojej szybkiej śmierci Richmond nie doczekał burzy, jaka wybuchła nad głowami jego następców.